# Sint-Gudulakapel
De Sint-Gudulakapel is een kapel in de tot de Oost-Vlaamse gemeente Aalst behorende plaats Moorsel, gelegen aan Moorsel-Dorp.

## Geschiedenis
De kapel werd gebouwd op de plaats waar de heilige Gudula in haar villa een kapel zou hebben gehad.
De Sint-Gudulakapel werd voor het eerst vermeld in 1466, tijdens de godsdiensttwisten verwoest werd ze weer opgebouwd in 1597. Sindsdien is ze vrijwel onveranderd gebleven.

## Gebouw
Het betreft een naar het noordoosten georiënteerde, bedevaartkapel met driezijdig afgesloten koor. De kapel werd uitgevoerd in Meldertse zandsteen. De kapel is gebouwd in laatgotische stijl. De voorgevel is een tuitgevel die wordt bekroond door een klein, enigszins overspringend zeszijdig klokkentorentje.

## Interieur
In 1660 werd het interieur, in opdracht van baron Lodewijk Cayro, heer van Moorsele, vernieuwd. Er werd een altaar geplaatst dat in gemarmerd hout werd uitgevoerd. Ook zijn er tien schilderijen die episoden uit het leven van Sint-Gudula voorstellen. Dan zijn er de 18e-eeuwse beeldjes van Sint-Gudula en van Christus.